# Immetalia heydeni
Immetalia heydeni är en fjärilsart som beskrevs av Arnold Pagenstecher 1896. Immetalia heydeni ingår i släktet Immetalia och familjen nattflyn. Inga underarter finns listade i Catalogue of Life.